# Discografia della Milestone Records
La discografia della Milestone Records risale al 1966, quando l'etichetta fu fondata da Orrin Keepnews e Dick Katz.

## Discografia

### Serie 9000
| Catalogo numbero | Artista                                                 | Titolo                                                         |
| ---------------- | ------------------------------------------------------- | -------------------------------------------------------------- |
| 9001             | Jones, Thad, & Adams, Pepper                            | Mean What You Say                                              |
| 9002             | Solal, Martial                                          | Solal!                                                         |
| 9003             | Merrill, Helen e Dick Katz                              | The Feeling is Mutual                                          |
| 9004             | Kelly, Wynton                                           | Full View                                                      |
| 9005             | Moody, James                                            | Moody and the Brass Figures                                    |
| 9006             | Bartz, Gary                                             | Libra                                                          |
| 9007             | Vig, Tommy Orchestra                                    | Sounds of the Seventies                                        |
| 9008             | Henderson, Joe                                          | The Kicker                                                     |
| 9009             | Adderley, Nat                                           | Natural Soul                                                   |
| 9010             | Upchurch, Phil                                          | Feeling Blue                                                   |
| 9011             | Timmons, Bobby                                          | Got to Get It!                                                 |
| 9012             | Wofford, Mike                                           | Summer Night                                                   |
| 9013             | Konitz, Lee                                             | The Lee Konitz Duets                                           |
| 9014             | Solal, Martial                                          | On Home Ground                                                 |
| 9015             | Montgomery, Buddy                                       | The Two-Sided Album                                            |
| 9016             | Adderley, Nat                                           | The Scavenger                                                  |
| 9017             | Henderson, Joe                                          | Tetragon                                                       |
| 9018             | Bartz, Gary                                             | Another Earth                                                  |
| 9019             | Merrill, Helen                                          | A Shade of Difference                                          |
| 9020             | Timmons, Bobby                                          | Do You Know the Way?                                           |
| 9021             | Blake, Ran                                              | The Blue Potato and Other Outrages...                          |
| 9022             | DeJohnette, Jack                                        | The DeJohnette Complex                                         |
| 9023             | Moody, James                                            | The Blues and Other Colors                                     |
| 9024             | Henderson, Joe                                          | Power To The People                                            |
| 9025             | Konitz, Lee                                             | Peacemeal                                                      |
| 9026             | Berger, Karl                                            | Tune In                                                        |
| 9027             | Bartz, Gary                                             | Home!                                                          |
| 9028             | Henderson, Joe                                          | If You're Not Part of the Solution, You're Part of the Problem |
| 9029             | DeJohnette, Jack                                        | Have You Heard?                                                |
| 9030             | Adderley, Nat e Cannonball Adderley                     | In New Orleans                                                 |
| 9031             | Bartz, Gary                                             | Harlem Bush Music: Taifa                                       |
| 9032             | Bartz, Gary                                             | Harlem Bush Music: Uhuru                                       |
| 9033             | Bley, Paul                                              | The Paul Bley Synthesizer Show                                 |
| 9034             | Henderson, Joe                                          | In Pursuit of Blackness                                        |
| 9035             | Various                                                 | Early Modern                                                   |
| 9036             | Lytle, Johnny                                           | The Soulful Rebel                                              |
| 9037             | Hall, Jim                                               | Where Would I Be?                                              |
| 9038             | Konitz, Lee                                             | Spirits                                                        |
| 9039             | Tyner, McCoy                                            | Sahara                                                         |
| 9040             | Henderson, Joe                                          | Black Is the Color                                             |
| 9041             | Mance, Junior                                           | That Lovin' Feelin'                                            |
| 9042             | Rollins, Sonny                                          | Next Album                                                     |
| 9043             | Lytle, Johnny                                           | People & Love                                                  |
| 9044             | Tyner, McCoy                                            | Song for My Lady                                               |
| 9045             | Hall, Jim & Carter, Ron                                 | Alone Together                                                 |
| 9046             | Bley, Paul                                              | Paul Bley & Scorpio                                            |
| 9047             | Henderson, Joe                                          | Joe Henderson in Japan                                         |
| 9048             | Howell, Michael                                         | Looking Glass                                                  |
| 9049             | Tyner, McCoy                                            | Song of the New World                                          |
| 9050             | Henderson, Joe                                          | Multiple                                                       |
| 9051             | Rollins, Sonny                                          | Horn Culture                                                   |
| 9052             | Purim, Flora                                            | Butterfly Dreams                                               |
| 9053             | Henderson, Joe                                          | The Elements                                                   |
| 9054             | Howell, Michael                                         | In The Silence                                                 |
| 9055             | Tyner, McCoy                                            | Echoes of a Friend                                             |
| 9056             | Tyner, McCoy                                            | Sama Layuca                                                    |
| 9057             | Henderson, Joe                                          | Canyon Lady                                                    |
| 9058             | Purim, Flora                                            | Stories To Tell                                                |
| 9059             | Rollins, Sonny                                          | The Cutting Edge                                               |
| 9060             | Konitz, Lee                                             | Satori                                                         |
| 9061             | De Souza, Raul                                          | Colors                                                         |
| 9062             | Smith, Johnny "Hammond"                                 | Gears                                                          |
| 9063             | Tyner, McCoy                                            | Trident                                                        |
| 9064             | Rollins, Sonny                                          | Nucleus                                                        |
| 9065             | Purim, Flora                                            | Open Your Eyes, You Can Fly                                    |
| 9066             | Henderson, Joe                                          | Black Miracle                                                  |
| 9067             | Tyner, McCoy                                            | Fly with the Wind                                              |
| 9068             | Smith, Johnny "Hammond"                                 | Forever Taurus                                                 |
| 9069             | Opa                                                     | Goldenwings                                                    |
| 9070             | Purim, Flora                                            | 500 Miles High at Montreux                                     |
| 9071             | Henderson, Joe                                          | Black Narcissus                                                |
| 9072             | Tyner, McCoy                                            | Focal Point                                                    |
| 9073             | Carter, Ron                                             | Pastels                                                        |
| 9074             | Rollins, Sonny                                          | The Way I Feel                                                 |
| 9075             | Purim, Flora                                            | Nothing Will Be As It Was… Tomorrow                            |
| 9076             | Smith, Johnny "Hammond"                                 | Storm Warning                                                  |
| 9077             | Purim, Flora                                            | Encounter                                                      |
| 9078             | Opa                                                     | Magic Time                                                     |
| 9079             | Tyner, McCoy                                            | Inner Voices                                                   |
| 9080             | Rollins, Sonny                                          | Easy Living                                                    |
| 9081             | Purim, Flora                                            | That's What She Said                                           |
| 9082             | Carter, Ron                                             | Peg Leg                                                        |
| 9083             | Smith, Johnny "Hammond"                                 | Don't Let The System Get You                                   |
| 9084             | Purim, Flora                                            | Everyday, Every Night                                          |
| 9085             | Tyner, McCoy                                            | The Greeting                                                   |
| 9086             | Carter, Ron                                             | A Song for You                                                 |
| 9087             | Tyner, McCoy                                            | Together                                                       |
| 9088             | Carter, Ron                                             | Parade                                                         |
| 9089             | Azymuth                                                 | Light As A Feather                                             |
| 9090             | Rollins, Sonny                                          | Don't Ask                                                      |
| 9091             | Tyner, McCoy                                            | Passion Dance                                                  |
| 9092             | Carter, Ron                                             | Pick 'Em                                                       |
| 9093             | Johnson, J.J.                                           | Pinnacles                                                      |
| 9094             | Tyner, McCoy                                            | Horizon                                                        |
| 9095             | Purim, Flora                                            | Love Reborn                                                    |
| 9096             | Carter, Ron                                             | New York Slick                                                 |
| 9097             | Azymuth                                                 | Outubro                                                        |
| 9098             | Rollins, Sonny                                          | Love At First Sight                                            |
| 9099             | Carter, Ron                                             | Patrão                                                         |
| 9100             | Carter, Ron                                             | Super Strings                                                  |
| 9101             | Azymuth                                                 | Telecommunication                                              |
| 9102             | Tyner, McCoy                                            | 13th House                                                     |
| 9103             | Irakere                                                 | Chekere Son                                                    |
| 9104             | Rollins, Sonny                                          | No Problem                                                     |
| 9105             | Carter, Ron                                             | Third Plane                                                    |
| 9106             | Adderley, Cannonball                                    | The Sextet                                                     |
| 9107             | Carter, Ron                                             | Parfait                                                        |
| 9108             | Rollins, Sonny                                          | Reel Life                                                      |
| 9109             | Azymuth                                                 | Cascades                                                       |
| 9110             | Montgomery, Wes                                         | Encores                                                        |
| 9111             | Irakere                                                 | El Coco                                                        |
| 9112             | Crawford, Hank                                          | Midnight Ramble                                                |
| 9113             | Neptune, John Kaizan                                    | West Of Somewhere                                              |
| 9114             | Subramaniam, L                                          | Spanish Wave                                                   |
| 9115             | Monk, Thelonious                                        | Evidence                                                       |
| 9116             | McGriff, Jimmy                                          | Countdown                                                      |
| 9117             | Bertrami, Jose Roberto                                  | Blue Wave                                                      |
| 9118             | Azymuth                                                 | Rapid Transit                                                  |
| 9119             | Crawford, Hank                                          | Indigo Blue                                                    |
| 9120             | Subramaniam, L                                          | Indian Express                                                 |
| 9121             | Ponder, Jimmy                                           | Down Here On The Ground                                        |
| 9122             | Rollins, Sonny                                          | Sunny Days, Starry Nights                                      |
| 9123             | Strunz & Farah                                          | Frontera                                                       |
| 9124             | Monk, Thelonious                                        | Blues Five Spot                                                |
| 9125             | Evans, Bill                                             | More from the Vanguard                                         |
| 9126             | McGriff, Jimmy                                          | Skywalk                                                        |
| 9127             | Conti, Ivan                                             | Human Factor                                                   |
| 9128             | Azymuth                                                 | Flame                                                          |
| 9129             | Crawford, Hank                                          | Down On The Deuce                                              |
| 9130             | Subramaniam, L                                          | Conversations                                                  |
| 9131             | Malheiros, Alex                                         | Atlantic Forest                                                |
| 9132             | Ponder, Jimmy                                           | So Many Stars                                                  |
| 9133             | Casiopea                                                | Zoom                                                           |
| 9134             | Azymuth                                                 | Spectrum                                                       |
| 9135             | McGriff, Jimmy                                          | State of the Art                                               |
| 9136             | Strunz & Farah                                          | Guitarras                                                      |
| 9137             | Rollins, Sonny                                          | The Solo Album                                                 |
| 9138             | Subramaniam, L                                          | Mani & Co.                                                     |
| 9139             | Prysock, Arthur                                         | A Rockin' Good Way                                             |
| 9140             | Crawford, Hank                                          | Roadhouse Symphony                                             |
| 9141             | Bertrami, Jose Roberto                                  | Dreams Are Real                                                |
| 9142             | Crawford, Hank & Jimmy McGriff                          | Soul Survivors                                                 |
| 9143             | Azymuth                                                 | Tightrope Walker                                               |
| 9144             | Vari                                                    | Round Midnight                                                 |
| 9145             | Murphy, Mark                                            | Night Mood                                                     |
| 9146             | Prysock, Arthur                                         | This Guy's in Love With You                                    |
| 9147             | White, Carla                                            | Orient Express                                                 |
| 9148             | McGriff, Jimmy                                          | The Starting Five                                              |
| 9149             | Crawford, Hank                                          | Mr. Chips                                                      |
| 9150             | Rollins, Sonny                                          | G-Man                                                          |
| 9151             | Evans, Bill                                             | Jazzhouse                                                      |
| 9152             | Cole, Richie                                            | Popbop                                                         |
| 9153             | Crawford, Hank & Jimmy McGriff                          | Steppin' Up                                                    |
| 9154             | Murphy, Mark                                            | September Ballads                                              |
| 9155             | Rollins, Sonny                                          | Dancing In The Dark                                            |
| 9156             | Azymuth                                                 | Crazy Rhythm                                                   |
| 9157             | Prysock, Arthur                                         | Today's Love Songs, Tomorrow's Blues                           |
| 9158             | Roditi, Claudio                                         | Gemini Man                                                     |
| 9159             | White, Carla                                            | Mood Swings                                                    |
| 9160             | Azymuth                                                 | The Best of Azymuth                                            |
| 9161             | Habian, Cliff                                           | Tonal Paintings                                                |
| 9162             | Cole, Richie                                            | Signature                                                      |
| 9163             | McGriff, Jimmy                                          | Blue to the 'Bone                                              |
| 9164             | Evans, Bill                                             | You're Gonna Hear from Me                                      |
| 9165             | Earland, Charles                                        | Front Burner                                                   |
| 9166             | Vari                                                    | Bird Lives!                                                    |
| 9167             | Tyner, McCoy                                            | Uptown/Downtown                                                |
| 9168             | Crawford, Hank                                          | Night Beat                                                     |
| 9169             | Azymuth                                                 | Carioca                                                        |
| 9170             | Evans, Bill                                             | The Solo Sessions, Vol. 1                                      |
| 9171             | Crawford, Hank e Jimmy McGriff                          | Soul Brothers                                                  |
| 9172             | Habian, Cliff                                           | Manhattan Bridge                                               |
| 9173             | Handy, John                                             | Centerpiece                                                    |
| 9174             | Earland, Charles                                        | Third Degree Burn                                              |
| 9175             | Roditi, Claudio                                         | Slow Fire                                                      |
| 9176             | Smith, Jimmy                                            | Prime Time                                                     |
| 9177             | Crawford, Hank & Jimmy McGriff                          | On the Blue Side                                               |
| 9178             | Doky, Niels Lan                                         | Dreams                                                         |
| 9179             | Rollins, Sonny                                          | Falling in Love with Jazz                                      |
| 9180             | Crawford, Hank & Cole, Richie                           | Bossa International                                            |
| 9181             | Tyner, McCoy e Stephane Grappelli                       | One on One                                                     |
| 9182             | Crawford, Hank                                          | Groove Master                                                  |
| 9183             | Doky, Niels Lan                                         | Friendship                                                     |
| 9184             | Smith, Jimmy                                            | Fourmost                                                       |
| 9185             | Evans, Bill                                             | Blue in Green: The Concert in Canada                           |
| 9186             | Easley, Bill                                            | First Call                                                     |
| 9187             | Redd, Freddie                                           | Everybody Loves a Winner                                       |
| 9188             | Newman, David                                           | Back To Basics                                                 |
| 9189             | Hyman, Dick                                             | Stride Piano Summit                                            |
| 9190             | Donaldson, Lou                                          | Play the Right Thing                                           |
| 9191             | Baker, Chet                                             | Out of Nowhere                                                 |
| 9192             | Crawford, Hank                                          | Portrait                                                       |
| 9193             | Tate, Grady                                             | Grady Tate Sings                                               |
| 9194             | Rollins, Sonny                                          | Here's to the People                                           |
| 9195             | Evans, Bill                                             | The Solo Sessions, Vol. 2                                      |
| 9196             | Woods, Phil                                             | Full House                                                     |
| 9197             | Jordan, Clifford                                        | Down Through the Years                                         |
| 9198             | Donaldson, Lou                                          | Birdseed                                                       |
| 9199             | Monk, Thelonious                                        | San Francisco Holiday                                          |
| 9200             | Evans, Bill                                             | Loose Blues                                                    |
| 9201             | Crawford, Hank                                          | South Central                                                  |
| 9202             | Bonfá, Luiz                                             | The Bonfa Magic                                                |
| 9203             | Moura, Paulo & Raphael Rebello                          | Dois Irmaos                                                    |
| 9204             | Luiz, Nonato                                            | Gosto De Brasil                                                |
| 9205             | Tomatito                                                | Barrio Negro                                                   |
| 9206             | Pardo, Jorge                                            | Las Cigarras Son Quiza Sordas                                  |
| 9207             | Smith, Jimmy                                            | Sum Serious Blues                                              |
| 9208             | Tate, Grady                                             | Body And Soul                                                  |
| 9209             | Puebla, Carlos                                          | La Bodeguita Del Medio                                         |
| 9210             | Santamaria, Mongo                                       | Mongo Introduces La Lupe                                       |
| 9211             | Vari                                                    | Christmas Songs                                                |
| 9212             | Powell, Baden                                           | Seresta Brasileira                                             |
| 9213             | Pereira, Marco & Cristovao Bastos                       | Bons Encontros                                                 |
| 9214             | Luiz, Nonato & Tulio Mourao                             | Carioca                                                        |
| 9215             | Rollins, Sonny                                          | Old Flames                                                     |
| 9216             | Riverside Reunion Band                                  | Mostly Monk                                                    |
| 9217             | Donaldson, Lou                                          | Caracas                                                        |
| 9218             | Cuber, Ronnie                                           | The Scene Is Clean                                             |
| 9219             | Holloway, Ron                                           | Slanted                                                        |
| 9220             | Silva, Robertinho                                       | Speak No Evil                                                  |
| 9221             | Rebello, Raphael & Dino Sète Cordas                     | Rio Nights                                                     |
| 9222             | Hora, Rildo                                             | Espraiado                                                      |
| 9223             | Pardo, Jorge                                            | Veloz                                                          |
| 9224             | Goldschmidt, Per                                        | Frankly                                                        |
| 9225             | Gonzalez, Jerry                                         | Crossroads                                                     |
| 9226             | Oquendo, Manny                                          | Mejor Que Nunca                                                |
| 9227             | Ross, Billy                                             | The Sound                                                      |
| 9228             | Riverside Reunion Band                                  | Hi-Fly                                                         |
| 9229             | Pardo, Jorge & Chano Dominguez                          | 10 de Paco                                                     |
| 9230             | Da Paraiba, Canhoto                                     | Walking On Coals                                               |
| 9231             | Leitte, Dirceu                                          | Leitte De Coco                                                 |
| 9232             | Mario, Francisco                                        | Retratos                                                       |
| 9233             | Jackson, Duffy                                          | Swing! Swing! Swing!                                           |
| 9234             | Berrios, Steve                                          | First World                                                    |
| 9235             | Evans, Bill                                             | On Green Dolphin Street                                        |
| 9236             | Campbell, Gary                                          | Intersection                                                   |
| 9237             | Afro Blue Band                                          | Impressions                                                    |
| 9238             | Holloway, Ron                                           | Struttin'                                                      |
| 9239             | O'Farrill, Chico                                        | Pure Emotion                                                   |
| 9240             | Henderson, Eddie                                        | Inspiration                                                    |
| 9241             | Silva, Robertinho                                       | Shot On Goal                                                   |
| 9242             | Gonzalez, Jerry                                         | Pensativo                                                      |
| 9243             | Locke, Joe                                              | Moment To Moment                                               |
| 9244             | Tyner, McCoy                                            | Prelude and Sonata                                             |
| 9245             | Santamaria, Mongo                                       | Mongo Returns                                                  |
| 9246             | Mauro, Turk                                             | Hittin' The Jug                                                |
| 9247             | Pucho and His Latin Soul Brothers                       | Rip A Dip                                                      |
| 9248             | Mraz, George                                            | Jazz                                                           |
| 9249             | Evans, Bill & Stan Getz                                 | But Beautiful                                                  |
| 9250             | Rollins, Sonny                                          | Sonny Rollins + 3                                              |
| 9251             | Smith, Jimmy & Eddie Harris                             | All The Way Live                                               |
| 9252             | Montgomery, Wes                                         | Encores Vol. 1: Body And Soul                                  |
| 9253             | Dalto, Adela                                            | Papa Boco                                                      |
| 9254             | Henderson, Eddie                                        | Dark Shadows                                                   |
| 9255             | Berrios, Steve                                          | And Then Some!                                                 |
| 9256             | Keystone Trio (John Hicks, George Mraz, Idris Muhammad) | Heart Beats                                                    |
| 9257             | Holloway, Ron                                           | Scorcher                                                       |
| 9258             | Gonzalez, Jerry                                         | And The Fort Apache Band                                       |
| 9259             | Crawford, Hank                                          | Tight                                                          |
| 9260             | Estrada Brothers, The                                   | Get Out Of My Way                                              |
| 9261             | Montgomery, Wes                                         | Encores Vol. 2: Blue 'n Boogie                                 |
| 9262             | Mraz, George                                            | My Foolish Heart                                               |
| 9263             | Oquendo, Manny                                          | On the Move (Muevete!)                                         |
| 9264             | Henderson, Eddie                                        | Dream Session - The All Stars Play Miles Davis                 |
| 9265             | Woods, Phil                                             | Alto Summit                                                    |
| 9266             | Anderson, Clifton                                       | Landmarks                                                      |
| 9267             | Mauro, Turk                                             | The Truth                                                      |
| 9268             | McGriff, Jimmy                                          | The Dream Team                                                 |
| 9269             | Pedersen, Niels                                         | Friends Forever                                                |
| 9270             | Keystone Trio (John Hicks, George Mraz, Idris Muhammad) | Newklear Music                                                 |
| 9271             | Locke, Joe                                              | Sound Tracks                                                   |
| 9272             | Mraz, George                                            | Bottom Lines                                                   |
| 9273             | Shank, Bud                                              | By Request: Bud Shank Meets the Rhythm Section                 |
| 9274             | Crawford, Hank & Jimmy McGriff                          | Road Tested                                                    |
| 9275             | Adderley, Cannonball                                    | Greatest Hits                                                  |
| 9276             | Holloway, Ron                                           | Groove Update                                                  |
| 9277             | Pardo, Jorge                                            | In a Minute                                                    |
| 9278             | Golson, Benny                                           | Remembering Clifford                                           |
| 9279             | Crawford, Hank                                          | After Dark                                                     |
| 9280             | Rollins, Sonny                                          | Global Warming                                                 |
| 9281             | Pata Negra                                              | Best of Pata Negra                                             |
| 9282             | Evans, Bill                                             | Half Moon Bay                                                  |
| 9283             | Alexander, Eric                                         | Solid!                                                         |
| 9284             | Locke, Joe                                              | Slander (And Other Love Songs)                                 |
| 9285             | McGriff, Jimmy                                          | Straight Up                                                    |
| 9286             | Soloff, Lew                                             | Trumpet Legacy                                                 |
| 9287             | Crawford, Hank & Jimmy McGriff                          | Crunch Time                                                    |
| 9288             | Oquendo, Manny e Libre                                  | Ahora                                                          |
| 9289             | Drew, Kenny Jr.                                         | Winter Flower                                                  |
| 9290             | Soloff, Lou                                             | With A Song In My Heart                                        |
| 9291             | Evans, Bill                                             | Homecoming                                                     |
| 9292             | Mraz, George                                            | Duke's Place                                                   |
| 9293             | Alexander, Eric                                         | Man with a Horn                                                |
| 9294             | O'Farrill, Chico                                        | Blood Lines                                                    |
| 9295             | Yamada, Joh                                             | Bluestone                                                      |
| 9296             | Duran, Mad & Eddie                                      | From Here to the Moon                                          |
| 9297             | Ian Shaw & Cedar Walton                                 | In a New York Minute                                           |
| 9298             | Montgomery, Wes                                         | Dangerous                                                      |
| 9299             | O'Farrill, Chico                                        | Heart of a Legend                                              |
| 9300             | McGriff, Jimmy                                          | McGriff's House Party                                          |
| 9301             | Koorax, Ithamara                                        | Serenade in Blue                                               |
| 9302             | Alexander, Eric                                         | The First Milestone                                            |
| 9303             | Prysock, Arthur                                         | The Best of Arthur Prysock                                     |
| 9304             | Crawford, Hank                                          | The World of Hank Crawford                                     |
| 9305             | Scott, Jimmy                                            | Mood Indigo                                                    |
| 9306             | Taylor, Martin                                          | In Concert                                                     |
| 9307             | Oquendo, Manny e Libre                                  | Los New Yorkiños!                                              |
| 9308             | O'Farrill, Chico                                        | Carambola                                                      |
| 9309             | Mraz, George                                            | Morava                                                         |
| 9310             | Rollins, Sonny                                          | This Is What I Do                                              |
| 9311             | Smith, Jimmy                                            | Fourmost Return                                                |
| 9312             | Matthews, David e la Manhattan Jazz Orchestra           | Bach 2000                                                      |
| 9313             | McGriff, Jimmy                                          | Feelin' It                                                     |
| 9314             | Scott, Jimmy                                            | Over the Rainbow                                               |
| 9315             | Alexander, Eric                                         | The Second Milestone                                           |
| 9316             | Shaw, Ian                                               | Soho Stories                                                   |
| 9317             | Evans, Bill                                             | Tenderly: An Informal Session                                  |
| 9318             | Crawford, Hank e Jimmy McGriff                          | The Best of Hank Crawford and Jimmy McGriff                    |
| 9319             | Holloway, Red e Plas Johnson                            | Keep That Groove Going!                                        |
| 9320             | Matthews, David and the Manhattan Jazz Orchestra        | Hey Duke!                                                      |
| 9321             | Scott, Jimmy                                            | But Beautiful                                                  |
| 9322             | Alexander, Eric                                         | Summit Meeting                                                 |
| 9323             | Brazil All Stars                                        | Rio Strut                                                      |
| 9324             | Vinson, Eddie "Cleanhead" and Cannonball Adderley       | Cleanhead and Cannonball                                       |
| 9325             | McGriff, Jimmy                                          | McGriff Avenue                                                 |
| 9326             | Snidero, Jim                                            | Strings                                                        |
| 9327             | Koorax, Ithamara                                        | Love Dance: The Ballad Album                                   |
| 9328             | Ellis, Dave                                             | State of Mind                                                  |
| 9329             | Konitz, Lee e Alan Broadbent                            | Live-Lee                                                       |
| 9330             | Alexander, Eric                                         | Nightlife in Tokyo                                             |
| 9331             | Rodriguez, Willie Jazz Quartet                          | Flatjacks                                                      |
| 9332             | Scott, Jimmy                                            | Moon Glow                                                      |
| 9333             | Amador, Diego                                           | Piano Jondo                                                    |
| 9334             | Cobb, Jimmy                                             | Cobb's Groove                                                  |
| 9335             | Holloway, Red                                           | Coast to Coast                                                 |
| 9336             | Evans, Bill                                             | Getting Sentimental                                            |
| 9337             | Various artists                                         | Festival in Havana                                             |
| 9338             | Konitz, Lee e Alan Broadbent                            | More Live-Lee                                                  |
| 9339             | Tyner, McCoy                                            | Counterpoints                                                  |
| 9340             | Pucho and His Latin Soul Brothers                       | The Hideout                                                    |
| 9341             | Sindero, Jim                                            | Close Up                                                       |
| 9342             | Rollins, Sonny                                          | Without a Song: The 9/11 Concert                               |

### Serie 2000
La Milestone Serie 2000 ristampò registrazioni storiche di jazz e blues, incluse quelle di Jelly Roll Morton e King Oliver che erano state originariamente pubblicate negli anni '20 su Gennett Records e di Ma Rainey e Blind Lemon Jefferson che erano state originariamente pubblicate sulla Paramount Records.
| N. | Artista | Titolo                             |
| -- | --- | ---------------------------------- |
| 1  | Ma Rainey | The Immortal Ma Rainey             |
| 2  | Johnny Dodds | The Immortal Johnny Dodds          |
| 3  | Jelly Roll Morton | The Immortal Jelly Roll Morton     |
| 4  | Blind Lemon Jefferson | The Immortal Blind Lemon Jefferson |
| 5  | Fletcher Henderson | The Immortal Fletcher Henderson    |
| 6  | King Oliver | The Immortal King Oliver           |
| 7  | Blind Lemon Jefferson | Volume Two                         |
| 8  | Ma Rainey | Blame It On The Blues              |
| 9  | Various Artists | Boogie Woogie Rarities 1927–1932   |
| 10 | Louis Armstrong | An Early Portrait                  |
| 11 | Johnny Dodds | Chicago Mess Around                |
| 12 | Earl Hines | Monday Date 1928                   |
| 13 | Blind Lemon Jefferson | Black Snake Moan                   |
| 14 | Freddie Keppard/Tommy Ladnier | New Orleans Horns                  |
| 15 | Ida Cox | Blues Ain't Nothin' Else But…      |
| 16 | Big Bill Broonzy, King Solomon Hill, Bumble Bee Slim, Willie Brown, Blind Roosevelt Graves, Blind Lemon Jefferson, Bobby Grant, Buddy Boy Hawkins | The Blues Tradition 1927–1932      |
| 17 | Ma Rainey | Down In The Basement               |
| 18 | Vari Artisti | Pitchin' Boogie                    |